# برايان غافني
برايان غافني (بالإنجليزية: Brian Gaffney)‏ هو لاعب غولف أمريكي، ولد في 3 أكتوبر 1970 في سوميت في الولايات المتحدة.